# The Summit League

Ausdehnung der Summit League

The Summit League ist eine aus neun Universitäten bestehende Liga für diverse Sportarten, die in der NCAA Division I spielen. Bis am 1. Juni 2007 war sie noch unter dem Namen Mid-Continent Conference bekannt.
Die Liga wurde 1982 gegründet. Die Mitglieder befinden sich mehrheitlich im Mittleren Westen der Vereinigten Staaten. Der Hauptsitz befindet sich in Sioux Falls im Bundesstaat South Dakota. Die Southern Utah University hat die The Summit League 2012 verlassen und ist zur Big Sky Conference gewechselt. Als neues Mitglied trat dafür die University of Denver der League bei.
Die Liga spielt keinen Football, aber sechs ihrer Mitglieder haben Football-Mannschaften. Fünf Mitglieder spielen in der Missouri Valley Football Conference und eines in der Pioneer Football League.

## Mitglieder
| Universität                                      | Ort                       | Teamname       | gegründet | Trägerschaft | Studenten | beigetreten |
| ------------------------------------------------ | ------------------------- | -------------- | --------- | ------------ | --------- | ----------- |
| University of Denver                             | Denver, Colorado          | Pioneers       | 1864      | privat       | 11.476    | 2013        |
| University of Missouri–Kansas City (Kansas City) | Kansas City, Missouri     | Roos           | 1933      | staatlich    | 16.944    | 2020        |
| University of Nebraska Omaha (Omaha)             | Omaha, Nebraska           | Mavericks      | 1908      | staatlich    | 15,448    | 2012        |
| University of North Dakota                       | Grand Forks, North Dakota | Fighting Hawks | 1883      | staatlich    | 14.906    | 2018        |
| North Dakota State University                    | Fargo, North Dakota       | Bison          | 1890      | staatlich    | 13.229    | 2007        |
| Oral Roberts University                          | Tulsa, Oklahoma           | Golden Eagles  | 1963      | privat       | 3.417     | 2014        |
| University of St. Thomas                         | Saint Paul, Minnesota     | Tommies        | 1885      | privat       | 9.878     | 2021        |
| University of South Dakota                       | Vermillion, South Dakota  | Coyotes        | 1882      | staatlich    | 10.151    | 2011        |
| South Dakota State University                    | Brookings, South Dakota   | Jackrabbits    | 1881      | staatlich    | 11.995    | 2007        |

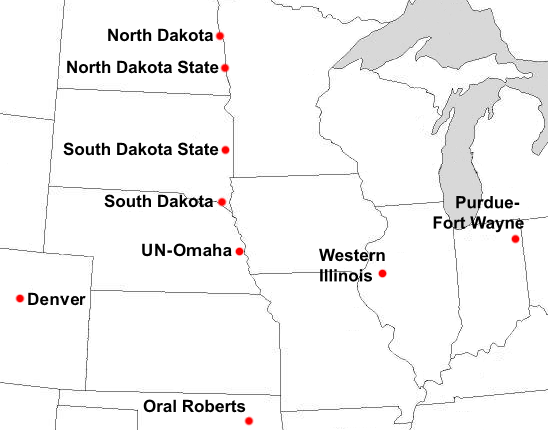
Lage der Vollmitglieder

- Kansas City war von 1994 bis 2013 Mitglied der Summit League, als sein Sportprogramm als UMKC Kangaroos bekannt war. UMKC hat am 1. Juli 2019 seine sportliche Identität von UMKC Kangaroos in Kansas City Roos geändert.
- Oral Roberts war von 1997 bis 2012 Mitglied der Summit League.

### Assoziierte Mitglieder
Die Eintrittsjahre spiegeln das tatsächliche Kalenderjahr wider, in dem jede Universität assoziiertes Mitglied wurde. Für Universitäten, die nur Frühjahrssportarten in der Summit League betreiben, geht das Eintrittsjahr der ersten Wettbewerbssaison voraus.
| Universität                     | Ort                                                     | Teamname         | gegründet | Trägerschaft | Studenten | beigetreten | Sportart(en)                     | Main-Conference            |
| ------------------------------- | ------------------------------------------------------- | ---------------- | --------- | ------------ | --------- | ----------- | -------------------------------- | -------------------------- |
| Drake University                | Des Moines, Iowa                                        | Bulldogs         | 1881      | privat       | 5.270     | 2017        | Tennis (Männer)                  | Missouri Valley Conference |
| Eastern Illinois University     | Charleston, Illinois                                    | Panthers         | 1895      | staatlich    | 8.626     | 2005        | Schwimmsport (Männer und Frauen) | Ohio Valley Conference     |
| Illinois State University       | Normal, Illinois                                        | Redbirds         | 1857      | staatlich    | 20.708    | 2017        | Tennis (Männer)                  | Missouri Valley Conference |
| University of Northern Colorado | Greeley, Colorado                                       | Bears            | 1889      | staatlich    | 12.862    | 2021        | Baseball                         | Big Sky Conference         |
| University of Northern Colorado | Greeley, Colorado                                       | Bears            | 1889      | staatlich    | 12.862    | 2024        | Golf (Männer)                    | Big Sky Conference         |
| University of Southern Indiana  | Vanderburgh County, Indiana (Postanschrift: Evansville) | Screaming Eagles | 1965      | staatlich    | 9.758     | 2022        | Schwimmsport (Männer und Frauen) | Ohio Valley Conference     |
| Weber State University          | Ogden, Utah                                             | Wildcats         | 1889      | staatlich    | 29.914    | 2024        | Golf (Männer)                    | Big Sky Conference         |

#### Zukünftige Assoziierte Mitglieder
| Universität                                 | Ort                    | Teamname           | gegründet | Trägerschaft | Studenten | beigetreten | Sportart(en)     | Main-Conference                                          |
| ------------------------------------------- | ---------------------- | ------------------ | --------- | ------------ | --------- | ----------- | ---------------- | -------------------------------------------------------- |
| University of Delaware                      | Newark, Delaware       | Fightin' Blue Hens | 1743      | staatlich1   | 23.774    | 2025        | Fußball (Männer) | Coastal Athletic Association (Conference USA ab 2025)    |
| University of Massachusetts Amherst (UMass) | Amherst, Massachusetts | Minutemen          | 1863      | staatlich    | 28.635    | 2025        | Fußball (Männer) | Atlantic 10 Conference (Mid-American Conference ab 2025) |

1 Die University of Delaware ist als „privately governed, state-assisted“ (deutsch: „privat verwaltete, staatlich unterstützte“) Einrichtung anerkannt.

## Spielstätten der Conference

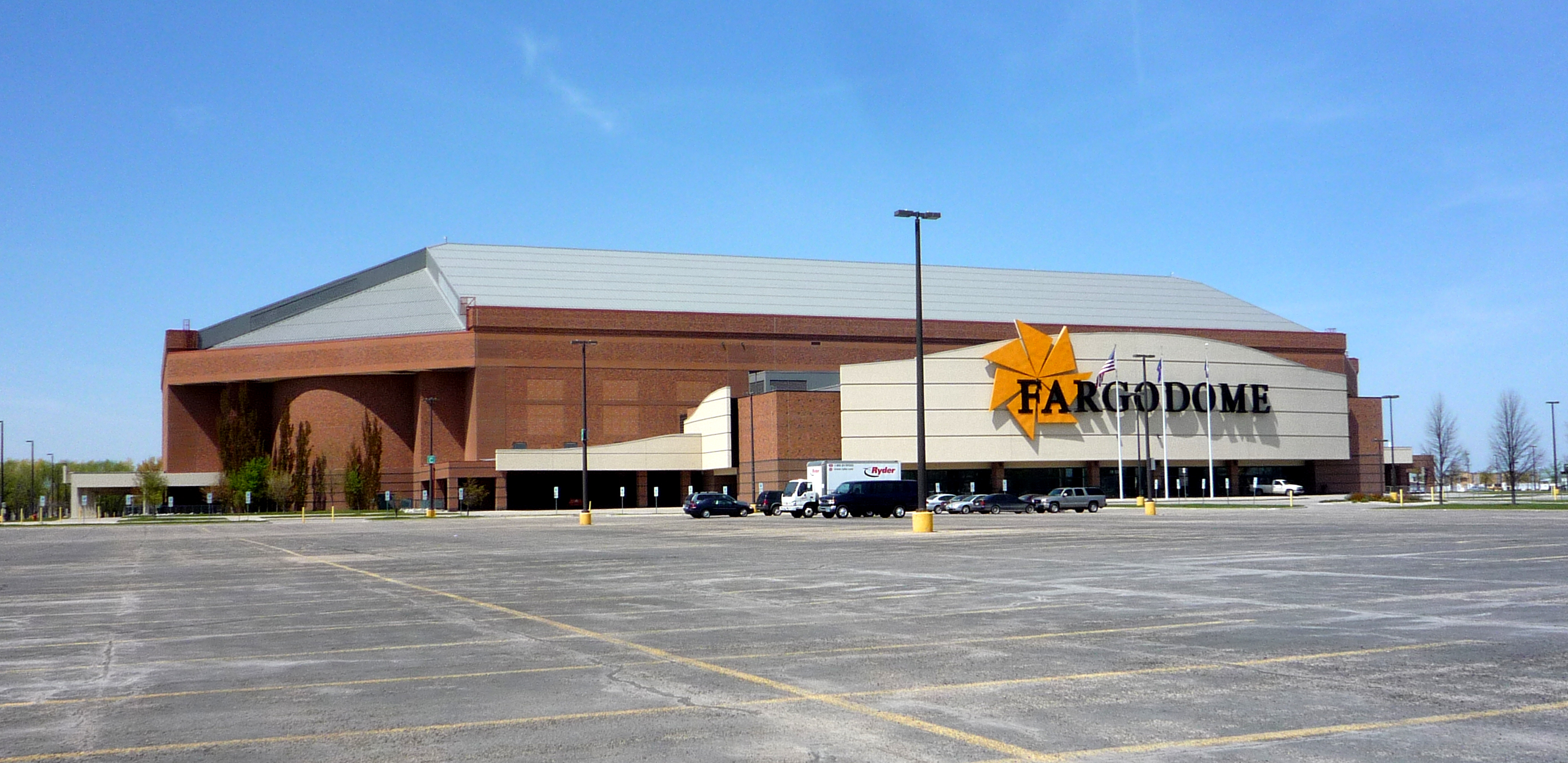
Fargodome

| Universität        | Basketballstadion                                             | Kapazität    | Footballstadion           | Kapazität                 |
| ------------------ | ------------------------------------------------------------- | ------------ | ------------------------- | ------------------------- |
| Denver             | Magness Arena                                                 | 7.200        | keine Football-Mannschaft | keine Football-Mannschaft |
| Kansas City        | Swinney Recreation Center                                     | 1.500        | keine Football-Mannschaft | keine Football-Mannschaft |
| North Dakota       | Betty Engelstad Sioux Center Ralph Engelstad Arena (wechseln) | 3.300 12.119 | Alerus Center             | 12.283                    |
| North Dakota State | Bison Sports Arena                                            | 6.000        | Fargodome                 | 19.500                    |
| Omaha              | Baxter Arena                                                  | 7.898        | keine Football-Mannschaft | keine Football-Mannschaft |
| Oral Roberts       | Mabee Center                                                  | 10.575       | keine Football-Mannschaft | keine Football-Mannschaft |
| St. Thomas         | Schoenecker Arena                                             | 1.800        | O’Shaughnessy Stadium     | 5.025                     |
| South Dakota       | Sanford Coyote Sports Center                                  | 6.000        | DakotaDome                | 10.000                    |
| South Dakota State | Frost Arena                                                   | 6.500        | Dana J. Dykhouse Stadium  | 19.340                    |